# فيلا ديل ريو (قرطبة)
بلدية فيلا ديل ريو (بالإسبانية: Villa del Río)‏، هي إحدى بلديات مقاطعة قرطبة إحدى مقاطعات إسبانيا، و التي تقع في منطقة الأندلس جنوب إسبانيا.
يبلغ عدد سكانها 7.443 نسمة وفقاً لإحصائية سنة (2007).